# کریس کرو
کریس کرو (به انگلیسی: Chris Crowe) بازیکن فوتبال زادهٔ ۱۱ ژوئن ۱۹۳۹ اهل انگلستان بود که سابقهٔ بازی در تیم ملی فوتبال انگلستان را در کارنامهٔ خود دارد. وی در تاریخ ۳ اکتبر ۱۹۶۲ تنها بازی ملی خود را در مقابل تیم ملی فوتبال فرانسه انجام داد.